# ديريك دافنبورت
ديريك دافنبورت (بالإنجليزية: Derrick Davenport)‏ هو عارض أمريكي، ولد في 14 يناير 1978 في غرينوود في الولايات المتحدة.

## وصلات خارجية
- الموقع الرسمي
- ديريك دافنبورت على موقع IMDb (الإنجليزية)